# Wotkinsker Stausee
Der Wotkinsker Stausee (russisch Воткинское водохранилище) ist ein Stausee der Kama, der bei Tschaikowski in der Region Perm im europäischen Teil Russlands aufgestaut wird.
Der Zweck der nach der Stadt Wotkinsk benannten Stauanlage ist Schiffbarkeit, Stromerzeugung und Abflussregulierung. In einem Wasserkraftwerk (⊙) wird eine Leistung von 1 Gigawatt erzeugt.
Das Reservoir wurde in den Jahren 1962 bis 1964 aufgestaut. Die Größe der Wasseroberfläche wird in den Quellen mit 1120 km² oder 1300 km² angegeben. Für den Stauinhalt gibt es die beiden Angaben 9,4 und 15 Milliarden Kubikmeter. Der Stausee ist 365 km lang und bis zu 9 km breit. Die durchschnittliche Wassertiefe ist 8,4 m (berechnet aus den jeweils zuerst genannten Angaben für Stauinhalt und Fläche). Die Saigatka fließt ebenfalls in den Stausee.
Am Ufer des Stausees befinden sich unter anderem die Orte Tschaikowski und Ossa.
Das Absperrbauwerk ist eine Gewichtsstaumauer kombiniert mit einem Erdschüttdamm. Seine größte Höhe ist 44 m, die Gesamtlänge 4982 m.